# Grönt ekfly
Grönt ekfly, Griposia aprilina, är en fjärilsart som beskrevs av Carl von Linné 1758. Enligt Artfakta ingår grönt ekfly i släktet Griposia men enligt Catalogue of Life är Griposia istället ett undersläkte i släktet Dichonia. Enligt båda källorna ingår arten i familjen nattflyn, Noctuidae. Arten är reproducerande i både Sverige och Finland och populationerna är bedömda som livskraftiga, LC. Inga underarter finns listade i Catalogue of Life.
Vingspannet är 35-40 millimeter. Arten trivs i ekdominerad skog, parker och trädgårdar.

## Bildgalleri

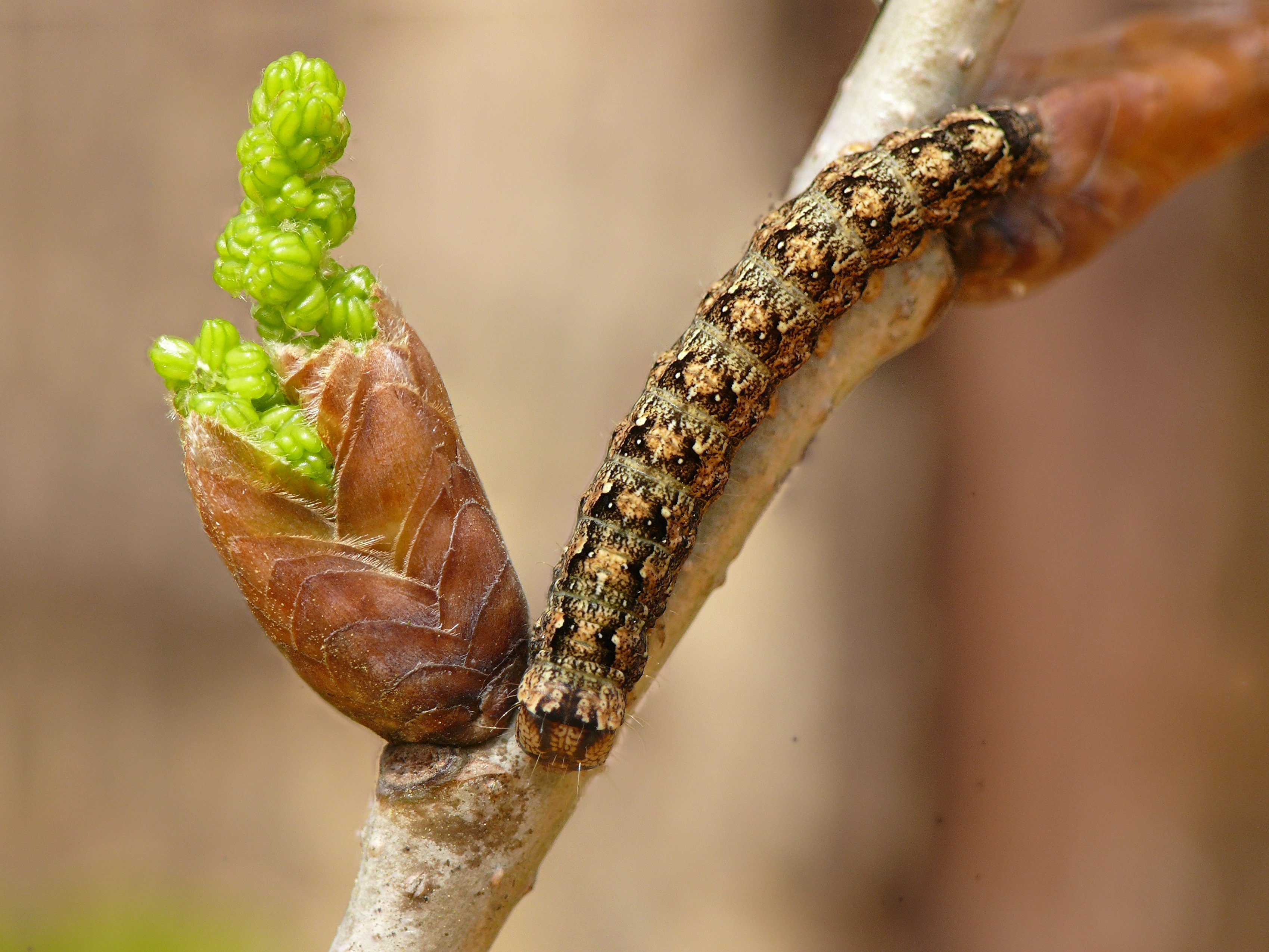
Fjärilens Larv
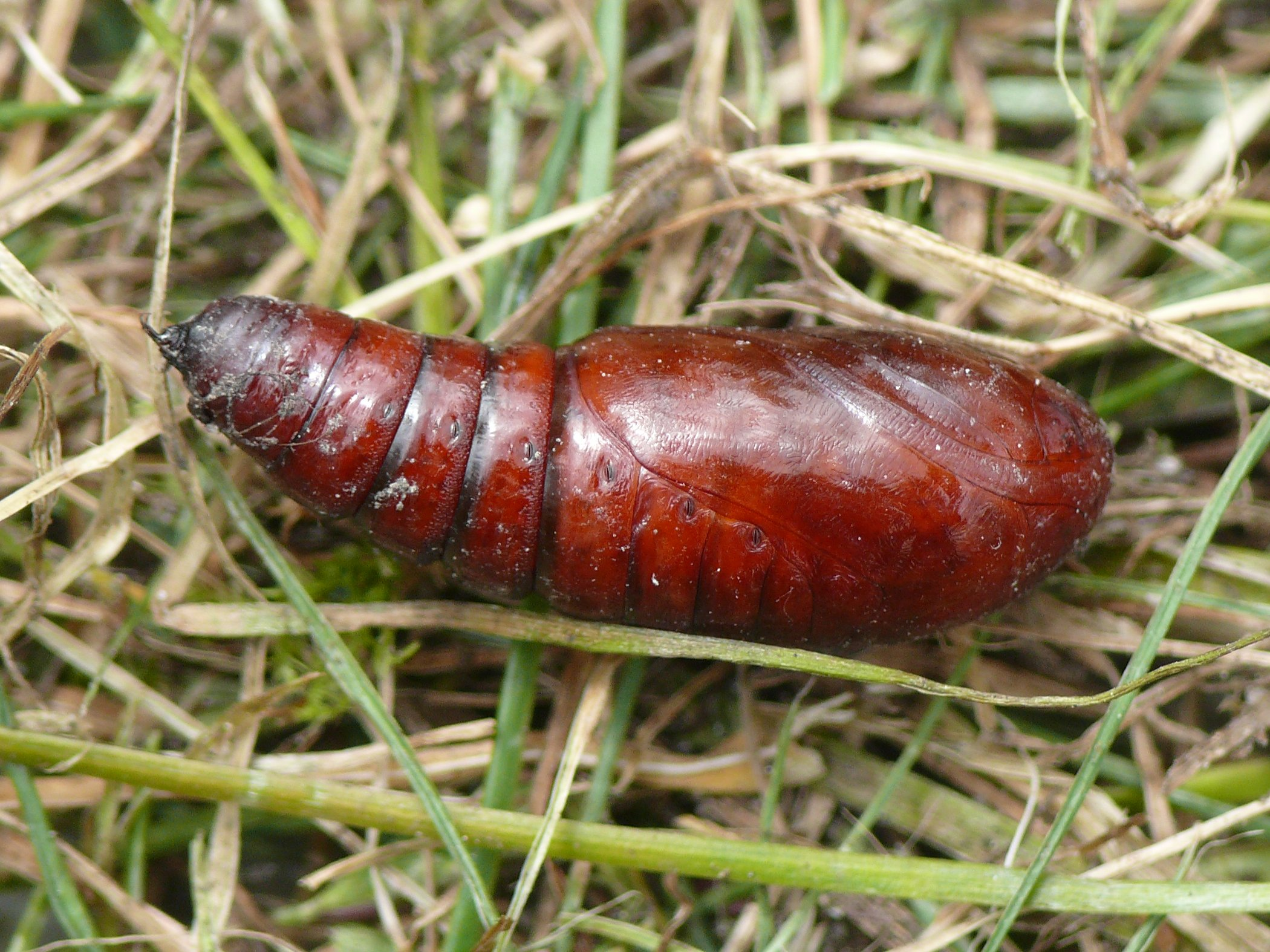
Fjärilens  puppa
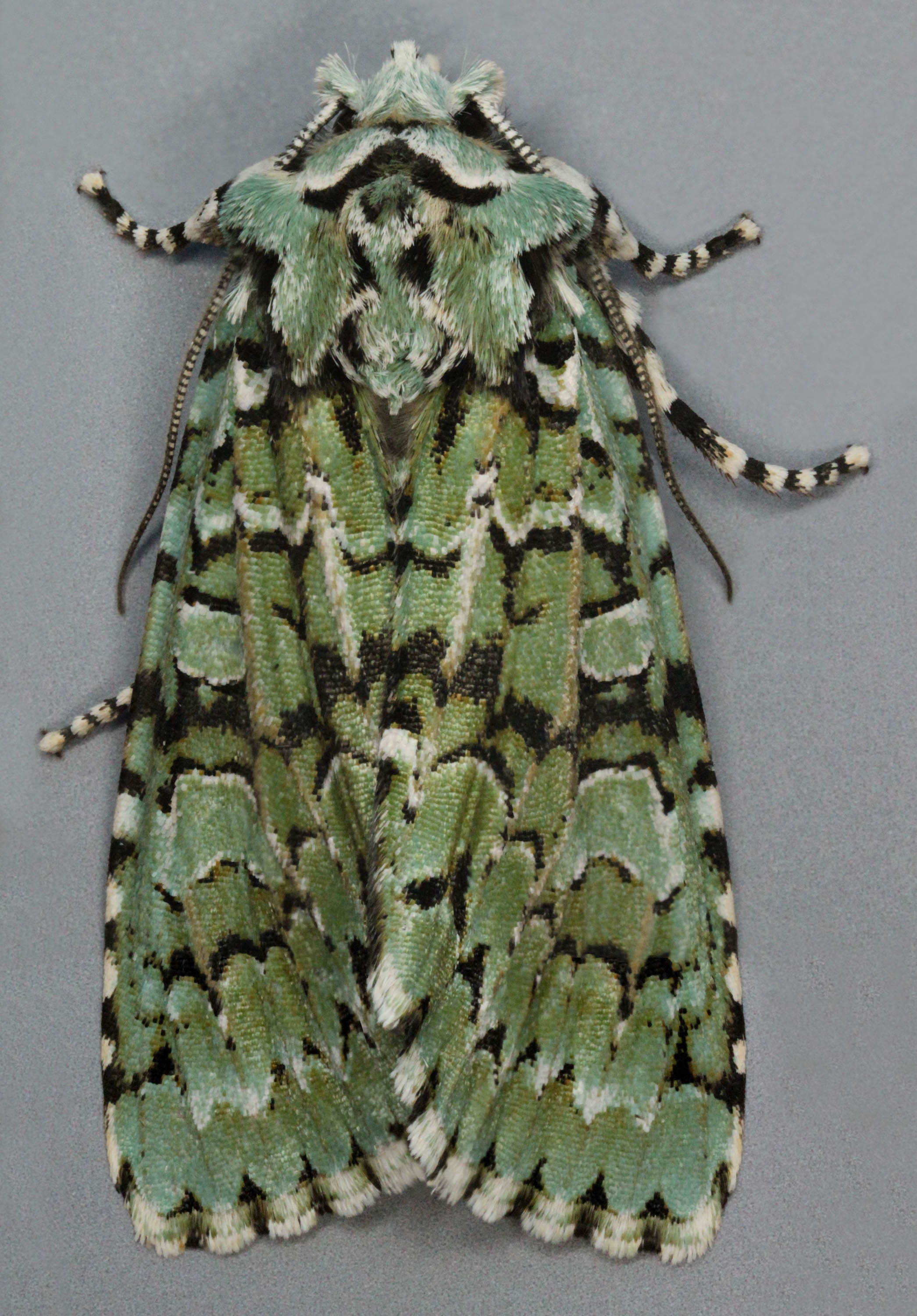
Imago fjäril